# Costa Siple
|  |

La costa Siple (en inglés, Siple Coast) es un sector poco definido de la costa del mar de Ross sobre la barrera de hielo Ross en la Antártida Occidental. Se extiende desde la desembocadura de la corriente de hielo Whillans (o B) en la barrera de hielo Ross, extremo norte de la costa Gould, a los 83°30′S 153°00′O / -83.500, -153.000 según Estados Unidos, o a los 154° O según Nueva Zelanda, hasta el extremo norte de la desembocadura de la corriente de hielo MacAyeal (o E), extremo sur de la costa Shirase (80°10′S 151°00′O / -80.167, -151.000).
El sector de la costa Siple al oeste de los 150° Oeste es reclamado por Nueva Zelanda como parte de la Dependencia Ross, mientras que al este de ese meridiano se extiende la terra nullius antártica no reclamada por ningún país. La reclamación neocelandeza es reconocida por unos pocos países y desde la firma del Tratado Antártico en 1959, lo mismo que otras reclamaciones antárticas, ha quedado sujeta a sus disposiciones, por lo que Nueva Zelanda ejerce actos de administración y soberanía sobre el territorio sin interferir en las actividades que realizan otros estados en él.
A la costa Siple fluyen las corrientes de hielo Kamb (o C) y Bindschadler (o D), ubicada esta última al norte del domo Siple.
Originalmente esta costa fue conocida como costa Kirton, pero en 1961 el New Zealand Antarctic Place-Names Committee la renombró en honor al científico y explorador estadounidense Paul A. Siple, quien acompañó al almirante Richard Evelyn Byrd en todas sus expediciones antárticas. Siple estuvo a cargo de la Base Occidental de los Estados Unidos entre 1939 y 1941, establecida en la bahía de las Ballenas y fue el primer líder científico en la Base Amundsen-Scott en el polo sur. 